# Anerincleistus philippinensis
Anerincleistus philippinensis är en tvåhjärtbladig växtart som beskrevs av Elmer Drew Merrill. Anerincleistus philippinensis ingår i släktet Anerincleistus och familjen Melastomataceae. Inga underarter finns listade i Catalogue of Life.